# Boulevard Saint-Martin
Boulevard Saint-Martin är en boulevard i Quartier des Arts-et-Métiers och Quartier de la Porte-Saint-Martin i Paris tredje och tionde arrondissement. Boulevarden är uppkallad efter Rue Saint-Martin, som i sin tur är uppkallad efter kyrkan Saint-Martin-des-Champs. Boulevard Saint-Martin börjar vid Place de la République 16–23 och slutar vid Rue Saint-Martin 332 och Rue René-Boulanger 19.
Boulevard Saint-Martin är en av les Grands boulevards.

## Omgivningar
- Saint-Martin-des-Champs
- Porte Saint-Martin
- Jardin Yilmaz-Güney
- Rue Meslay

## Bilder
| - Gatuskylt. - Saint-Martin-des-Champs. - Porte Saint-Martin. |

## Kommunikationer
- Tunnelbana – République
- Tunnelbana – Strasbourg–Saint-Denis

### Webbkällor
- ”Boulevard Saint-Martin”. Mairie de Paris. https://web.archive.org/web/20160303200404/http://www.v2asp.paris.fr/commun/v2asp/v2/nomenclature_voies/Voieactu/8914.nom.htm. Läst 9 september 2022.
- ”Boulevard Saint-Martin (3ème et 10ème arrondissement)”. Les rues de Paris. https://web.archive.org/web/20160501075206/http://www.parisrues.com/rues03/paris-03-boulevard-saint-martin.html. Läst 9 september 2022.